# Агапієв Всеволод Миколайович
Все́волод Микола́йович Агапі́єв (*20 квітня 1877, Владикавказ, Осетія, Російська імперія— †22 лютого 1948, Ніцца, Франція) — російський й український військовик, начальник штабу групи Дієвої армії Української Народної Республіки.

## Життєпис
Народився 20 квітня 1877 у Владикавказі. Походив з дворян Орловської губернії.
Закінчив Михайлівський Воронізький кадетський корпус. У 1896 закінчив Павлівське військове училище, у 1902 — Миколаївську академію Генерального штабу за 1-м розрядом.
Після закінчення училища служив підпоручиком у 39-й артилерійській бригаді, після закінчення академії відбував 2-річний ценз командування ротою у 131-му піхотному Тираспольському полку (Київ). На посаді старшого ад'ютанта 7-ї Сибірської стрілецької дивізії брав участь у російсько-японській війні. Згодом служив на штабових посадах у штабі Київської військової округи.
Під час Першої світової війни — начальник штабу 38-ї піхотної дивізії, командир 141-го піхотного Можайського полку. З липня 1916 — генерал-майор. З 7 жовтня 1916 — на посаді начальника штабу 124-ї піхотної дивізії. З весни 1917 — начальник штабу Київської військової округи. Був нагороджений усіма орденами до Святого Володимира ІІІ ступеня з мечами та биндою, а також Георгіївською зброєю (12 липня 1915).
З 10 травня 1918 — член комісії з будівництва армії УНР та член Військово-наукового комітету при Головному управлінні Генерального штабу Української Держави.
З 10 січня до 12 лютого 1919 — помічник начальника штабу Південно-Західного фронту Дієвої армії УНР.
З 12 лютого 1919 — помічник отамана Оскілка, командувача Південно-Західного району Дієвої армії УНР.
З 17 лютого 1919 — начальник штабу Північної групи Дієвої армії УНР.
28-29 квітня 1919 брав участь у повстанні командувача Північної групи отамана Оскілка проти влади Директорії УНР, після поразки повстання втік до Польщі, де впродовж 9 місяців утримувався в камері Варшавської цитаделі. Навесні 1920 переведений в табір Дамб'є під Краковом.. Згодом емігрував. В еміграції перебував під Парижем, незабаром через хворобу переїхав до Ніцци.
Помер та похований у Ніцці 22 лютого 1948.

## Агапієв у спогодах

### Агапієв про себе
«Я по происхождению русский но всегда был противником как большевистского, так и деникинского монархизма и централизма. Я сторонник широкого демократизма и принципа самоопределения наций. Украину и служил ей еще в декабре 1917 г. и в 1918 г. при Центральной Раде, а также в 1918 году при Гетмане и в 1919 году при Директории. Республиканское правительство Украины я признаю, сроднился с украинской армией и с полным удовлетворением вновь принес бы свои знания и опыт на пользу украинской армии».

### Василь Прихода
В успіхові Коростенської групи отаман Оскілко поважної ролі не відіграв. А от начальник штабу Північного фронту Всеволод Агапієв (генерал-майор російської армії) завжди давав Пузицькому вичерпну інформацію про ситуацію на фронті й цінні поради. «Він був майже єдиний воєнний діяч,  згадував Василь Прохода,  який реально оцінював обставини і своїм розумним керуванням не допустив до передчасної ліквідації фронту, як то сталося на Сході та на Півдні (України)». До того ж його можна було викликати до телефонного апарата в будь-яку годину дня і ночі. «Правдоподібно, він спав біля нього»,  писав Василь Прохода.

### Антін Пузицький
Високо оцінював Всеволода Агапієва і полковник Пузицький. «Хоч генерал Агапіїв зле висловлювався українською мовою, але він всією своєю істотою був українцем,  зазначав він.  Його палка натура була цілком віддана українській справі. Наскільки можна було він ганьбив „отаманію“, а з нею й наказного отамана (Олександра Осецького), який, на його думку, руйнував усе те, що було українське, що починало жити здоровим реальним життям». Агапієв боровся з хаосом, що запанував на фронті, в запіллі, «і навіть у Рівному» [114, с. 13]. Посилював дієздатність Північного фронту чудово налагоджений Агапієвим телефонний і телеграфний зв'язок.

### Володимир Оскілко
Зі знаками оклику згадував свого начштабу й Володимир Оскілко. «(Агапієв) хоч і був москалем,  писав він,  але віддавався українській справі цілковито і працював день і ніч був неоціненним чоловіком, здібним і високоталановитим старшиною генерального штабу, з великою ерудицією та знанням свойого діла, нерозлучним моїм помічником і порадником у кожній військовій справі, чесним чоловіком і справедливим до своїх підлеглих».